# Moreland Hills, Ohio
Moreland Hills là một làng thuộc quận Cuyahoga, tiểu bang Ohio, Hoa Kỳ. Năm 2010, dân số của làng này là 3320 người.

## Dân số
- Dân số năm 2000: 3298 người.
- Dân số năm 2010: 3320 người.